# 흑색늑대

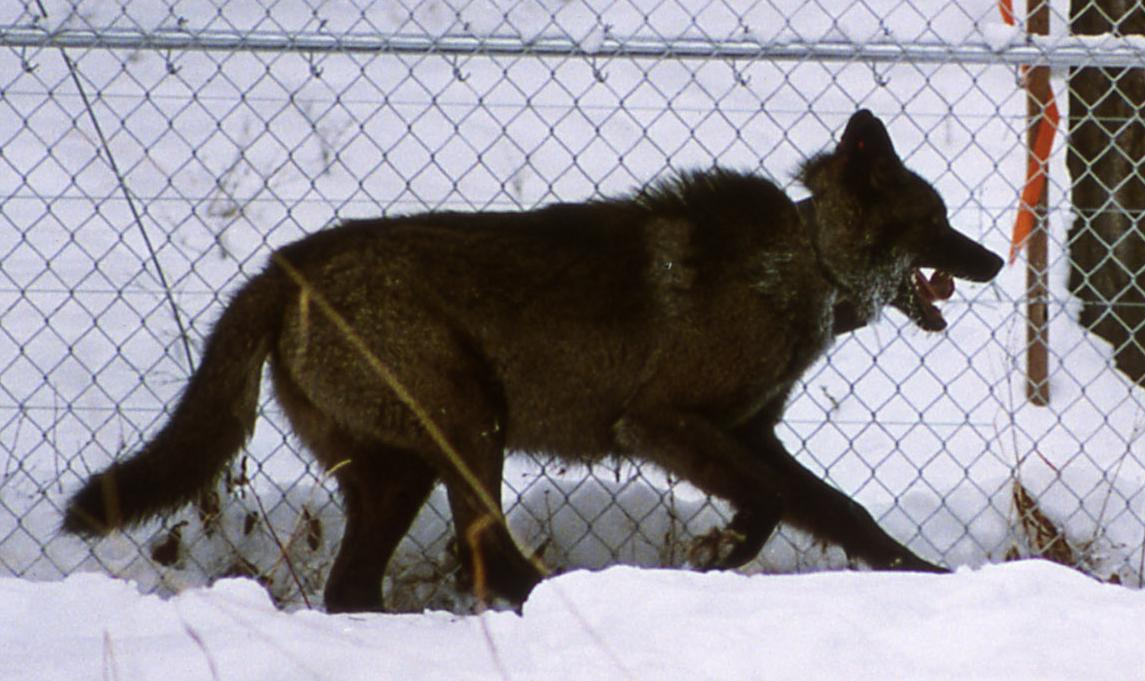
유전자 연구 결과, 흑색늑대는 개에서 발생한 돌연변이가 검은색으로 착색되게 한 것으로 검증되었다.

흑색늑대(영어: black wolf) 또는 흑랑은 회색늑대(Canis lupus)의 흑화가 이루어진 늑대를 이른다. 흑색의 종이 붉은늑대(Canis lupus rufus)처럼 분리된 적도 있었지만, 현재 이 종은 멸종된 것으로 추정한다. 스탠포드 의대와 캘리포니아 대학교 로스앤젤레스의 합동 유전 연구 결과에서는 흑색 털을 가진 늑대는 개에게서 발현한 독특한 채색 돌연변이가 늑대개의 혼종을 통해 흑색 늑대가 된 것으로 추정하고 있다.